# 日本とセントビンセント・グレナディーンの関係
日本とセントビンセント及びグレナディーン諸島の関係（英語: Japan-Saint Vincent and the Grenadines relations）では、日本とセントビンセント及びグレナディーン諸島の関係について概説する。

## 両国の比較
|             | セントビンセント及びグレナディーン諸島 | 日本                           | 両国の差                                                 |
| ----------- | -------------------------------------- | ------------------------------ | -------------------------------------------------------- |
| 人口        | 11万589人（2019年）                    | 1億2626万人（2019年）          | 日本はセントビンセント及びグレナディーン諸島の約1141.7倍 |
| 国土面積    | 390km²                                 | 37万7972 km²                   | 日本はセントビンセント及びグレナディーン諸島の約969.2倍  |
| 首都        | キングスタウン                         | 東京都                         |                                                          |
| 最大都市    | キングスタウン                         | 東京都区部                     |                                                          |
| 政体        | 立憲君主制                             | （民主制）議院内閣制           |                                                          |
| 公用語      | 英語                                   | 日本語（事実上）               |                                                          |
| 国教        | なし                                   | なし                           |                                                          |
| GDP（名目） | 8億2471万米ドル（2019年）              | 5兆819億6954万米ドル（2019年） | 日本はセントビンセント及びグレナディーン諸島の約6162.1倍 |
| 地図        |                                        |                                |                                                          |

## 歴史
1979年10月27日、セントビンセント及びグレナディーン諸島の独立と同時に、日本は同国を承認、1980年には外交関係が樹立された。ただし、日本はポートオブスペイン常駐の在トリニダード・トバゴ大使館が兼轄し、セントビンセント及びグレナディーン諸島は台北常駐の在中華民国大使館が日本を兼轄している。

## 現況

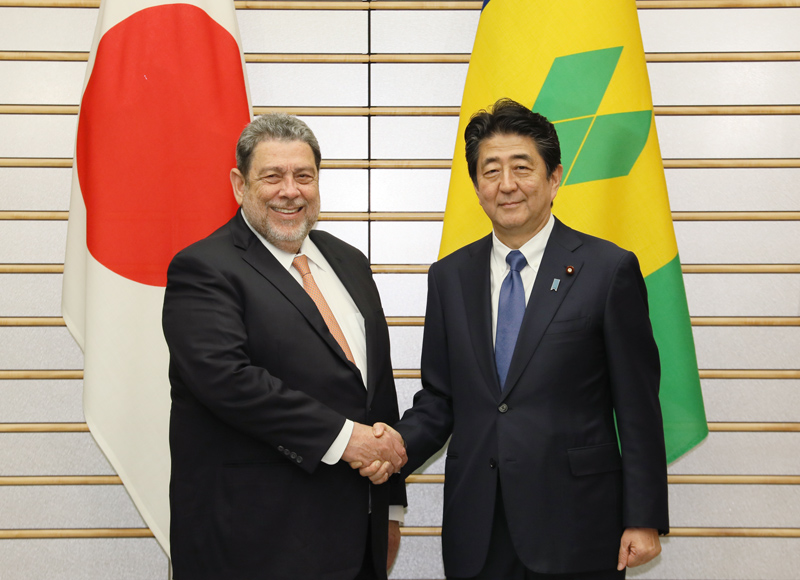
日・セントビンセント首脳会談。2018年8月。

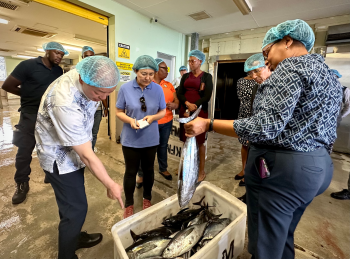
キングスタウンの魚市場を視察する外務大臣政務官の髙木。2023年7月撮影。

地理的に離れており、また歴史的にも繋がりが浅い事もあって、緊密な外交関係は築かれていない。セントビンセント及びグレナディーン諸島は、歴史的に関係の深いアメリカ合衆国、カナダ、イギリスとの関係を重視し、カリブ共同体、カリブ諸国連合、東カリブ諸国機構に加盟している。
一方で関係の緊密化も図られており、2017年までに日本からは64.8億円に上る無償資金協力と、17.95億円に上る技術協力が提供されている。よって、日本はセントビンセント及びグレナディーン諸島にとっては、EU、アラブ首長国連邦、クウェートに次ぐ第四位の主要援助国である。両国ともに島国である事から水産物に関しての協力が主で、開発援助の一環として漁業や水産、海洋資源の専門家が現地に派遣されたほか、日本が供与した首都キングスタウンにある魚市場一帯は「リトル・トウキョウ」として地域住人から親しまれている。貿易も僅かながら行われており、2019年の対日輸出2.2億円、対日輸入は5.1億円であった。主要な輸出品目は魚介類、特にマグロで、主要な輸入品目は自動車などである。
外交面では、2018年に首相ゴンザルベスが訪日し、内閣総理大臣安倍晋三（当時）と首脳会談を行い、安全保障理事会改革や捕鯨問題、北朝鮮核問題、拉致問題についての認識を共有した。特に捕鯨問題については、セントビンセント及びグレナディーン諸島はIWC加盟国でありながら伝統的なザトウクジラの捕鯨国として知られ、日本の海洋生産資源の利用の立場を支持している。また、さらなる関係深化のため以前から要請されていたビザ発給の要件緩和について、友好国である事から日本はそれを認めている。
文化的交流としては、1991年には王立セントビンセント・グレナディーン警察隊の音楽隊に3600万円相当の楽器が無償供与されているほか、1997年、1999年、2000年、2001年の4回に亘ってセントビンセント図書館・古文書局に対する国際交流基金事業「図書寄贈」を実施しているなど、政府間での繋がりが存在する。人材交流面でも、若手外交官が来日するプログラムが実査されている。また、同国出身のウィリアムス・ニカは、プロバスケットボール選手として日本で活躍している。

## 外交使節

### 駐セントビンセント・グレナディーン日本大使
在トリニダード・トバゴ大使が兼轄

### 駐日セントビンセント・グレナディーン大使
1. アンドレア・ボウマン（台北常駐、2022年～、信任状捧呈は9月2日[8]）